# Paradoja de Lombard

¿que explica que un músculo pueda realizar 2 movimientos simultáneos independientes entre sí?

La paradoja de lombard se produce cuando un músculo esta inserto en dos articulaciones y este se contrae, afectando al movimiento de distinto modo.
Por ejemplo, al correr, el músculo recto femoral produce dos movimientos en dos articulaciones al contraerse; y mientras el recto femoral se encarga de la extensión de la rodilla, también se encarga de la flexión de la cadera.